# Chrysosoma loriferum
Chrysosoma loriferum är en tvåvingeart som beskrevs av Octave Parent 1934. Chrysosoma loriferum ingår i släktet Chrysosoma och familjen styltflugor.
Artens utbredningsområde är Colombia. Inga underarter finns listade i Catalogue of Life.